# Acalolepta pontianakensis
Acalolepta pontianakensis es una especie de escarabajo longicornio del género Acalolepta, tribu Monochamini, subfamilia Lamiinae. Fue descrita científicamente por Breuning en 1958.
Se distribuye por la isla de Borneo. Mide aproximadamente 15 milímetros de longitud.